# Sociedade Esportiva e Recreativa Caxias do Sul
La Sociedade Esportiva e Recreativa Caxias do Sul és un club de futbol brasiler de la ciutat de Caxias do Sul a l'estat de Rio Grande do Sul.

## Història
Va ser fundat el 10 d'abril de 1935 com a Grêmio Esportivo Flamengo després de la fusió de dos altres clubs, el Ruy Barbosa i el Rio Branco). Durant els anys 1960 patí problemes econòmics, que el portaren a unir-se al Juventude formant l'Associação Caxias de Futebol el 14 de desembre de 1971. Juventude se'n separà el 1975, i el Grêmio Esportivo Flamengo adoptà el nom Sociedade Esportiva e Recreativa Caxias do Sul. El seu major èxit fou el triomf en el Campionat gaúcho l'any 2000.
El seu estadi és l'Estádio Centenário, inaugurat el 1976.
La major rivalitat la té amb el Juventude. El derbi entre ambdós clubs s'anomena CA-JU.

## Palmarès
- Campionat gaúcho:
  - 2000
- Segona divisió del Campionat gaúcho (com a Flamengo): 1
  - 1953
- Copa Interior:
  - 1990
- Copa Daltro Menezes:
  - 1996
- Taça STC 10 Anos:
  - 1998
- Copa Ênio Andrade:
  - 1998

## Jugadors destacats
- Cristian Borja
- Luiz Felipe Scolari
- Washington
- Caçapava
- Gil Baiano